# Wirtschaft ist tot
Wirtschaft ist tot ist ein Musikstück der slowenischen Band Laibach. Es erschien 1992 auf dem Album Kapital.

## Musik
Die Musik ist gegenüber vorigen Werken „elektronischer, metallischer geworden und aus disparaten Elementen zusammengesetzt, weshalb es auch chaotischer wirkt“. Die Musik ist zugänglicher als auf früheren Alben.

## Text
Die Zeit, in der Wirtschaft ist tot entstand, wurde unter anderem vom Zerfall Jugoslawiens, der „die Unabhängigkeit Sloweniens, aber auch den Beginn der Jugoslawienkriege mit sich brachte“, und dem der Sowjetunion geprägt. Slowenien „geriet zu Beginn der Neunziger in große wirtschaftliche Schwierigkeiten: das BIP ging um mehr als ein Viertel zurück, die Banken waren am Rande der Liquidität, die Inflation betrug 1992 mehr als 200 Prozent und zwischen 1989 und 1993 verloren mehr als 100.000 Personen ihren Arbeitsplatz“. Entsprechend „rückt[e] für Laibach […] die Beschäftigung mit westlichen Ideologien in den Vordergrund“.

## Musikvideo
Zu Wirtschaft ist tot wurde auch ein Musikvideo aufgenommen, bei dem Peter Vezjak Regie führte. Das Video „präsentiert einen in kalten Farben gehaltenen Produktionsbetrieb oder Maschinenraum. Laibach spielt hier mit der Kraftwerk-Ästhetik. Zu diesem Betrieb gehören auch Frauen, die an eine futuristische Vision der 20er und 30er Jahre erinnern. Sie sind mehr Maschine als Mensch und praktizieren einen ästhetisierten Taylorismus.“ Die Musiker „erscheinen zuerst als androide Wesen, die von einer Maschine zum Vorschein gebracht und von einem Zahnrad transportiert werden. Sie tragen Flügelhelme, haben vergoldete Gesichter und verharren in starren Posen. Im Kontrollraum, von welchem aus die gesamte Maschinerie gesteuert wird, werden sie plötzlich menschlich, lebendig, nahezu ‚casual‘.“ Die „kitschige[n] Bauernstühle“ in diesem Raum, „welche in dieser Umgebung dezidiert deplaziert [sic] wirken“, stellen „eine visuelle Verbindungslinie zu der Ästhetik der früheren Videos“ her. „Sie scheinen sagen zu wollen, dass das Organische ins Abseits gedrängt wurde, aber dass ein autonomes Agieren nur von diesem aus möglich ist.“
Wirtschaft ist tot „evoziert eine Reihe von Interpretationsansätzen und möglichen Botschaften“, der Titel beziehungsweise Refrain etwa „kann zum einen auf die damalige Wirtschaftslage in Slowenien rekurrieren, welche man durchaus als ‚tot‘ bezeichnen könnte“. Die Ästhetik der „Maschinenmenschen oder Menschmaschinen“ könnte „als Verweis auf das ‚Produzieren von Totem‘ verstanden werden, also monotone Arbeitsprozesse, welche den Menschen (bewusst) auf das Maschinenhafte hin reduzieren, aber auch die Utopie oder Dystopie der synthetischen Reproduktion von Menschen“. Im Zusammenhang mit Interviews der Band könnte das Video als Verdeutlichung der „unbewussten Unfreiheit“ verstanden werden. Die Flügelhelmem eigentlich ein Symbol für den griechischen Gott Mercurius, können auch mit dem Nordischen assoziiert werden; dessen eschatologischen Vorstellungen entsprechend, in Kombination mit dem Kapitalismus und den Maschinen, ermöglichen die Interpretation, Wirtschaft ist tot versuche, „den Traum des Kapitalismus von der Zerstörung des Lebenden durch den Menschen hervorzukehren“.